# Fratello scout
Fratello scout (Den Brother) è un film per la televisione del 2010 con protagonista Hutch Dano. Il film è stato trasmesso in prima TV il 13 agosto 2010 su Disney Channel, mentre in Italia è stato trasmesso il 24 dicembre 2010.

## Trama
Alex Pearson è un giocatore di hockey della Lemon Oaks High School, che cerca in tutti i modi di conquistare la ragazza più carina della scuola, Matisse Burrows. Vuole a tutti i costi comprare un'auto, ma i suoi genitori non gliela comprano a causa del suo atteggiamento. Dopo essere stato escluso dalla squadra di hockey per avere la macchina è costretto a fare da baby-sitter alla sorellina Emily.

## Ascolti
Nel giorno di première, film ha totalizzato 3.7 milioni di telespettatori. L'audience del film è cresciuto da 3.08 milioni iniziali a 4.3 milioni di telespettatori finali durante l'ultimo quarto d'ora di film.

## Date di trasmissioni internazionali
| Paese       | Canale                          | Prima TV          | Titolo                                                      |
| ----------- | ------------------------------- | ----------------- | ----------------------------------------------------------- |
| Stati Uniti | Disney Channel (USA)            | 13 agosto 2010    | Den Brother                                                 |
| Canada      | Family Channel                  | 13 agosto 2010    | Den Brother                                                 |
| Australia   | Disney Channel (Australia)      | 25 settembre 2010 | Den Brother                                                 |
| Belgio      | Disney Channel (Paesi Bassi)    | 5 novembre 2010   | Scouting Brother                                            |
| Paesi Bassi | Disney Channel (Paesi Bassi)    | 5 novembre 2010   | Scouting Brother                                            |
| Messico     | Disney Channel (America Latina) | 24 dicembre 2010  | Hermano Den                                                 |
| Argentina   | Disney Channel (America Latina) | 24 dicembre 2010  | Hermano Den                                                 |
| Venezuela   | Disney Channel (America Latina) | 24 dicembre 2010  | Hermano Den                                                 |
| Colombia    | Disney Channel (America Latina) | 24 dicembre 2010  | Hermano Den                                                 |
| Brasile     | Disney Channel (America Latina) | 24 dicembre 2010  | Hermano Den                                                 |
| Germania    | Disney Channel (Germania)       | 26 novembre 2010  | Mein Bruder, die Pfadfinderin! (My brother, the girl scout) |
| Polonia     | Disney Channel (Polonia)        | 27 novembre 2010  | Brat Zastępowy                                              |
| Ungheria    | Disney Channel (Ungheria)       | 27 novembre 2010  | Bátyám, a főcserkészlány                                    |
| Romania     | Disney Channel (Romania)        | 27 novembre 2010  | Fratele lider                                               |
| Italia      | Disney Channel (Italia)         | 24 dicembre 2010  | Fratello Scout                                              |
| Spagna      | Disney Channel (Spagna)         | 3 dicembre 2010   | Hermano Abeja                                               |
| Israele     | Disney Channel (Israele)        | 2 dicembre 2010   | מדריך בהפתעה                                                |
| Grecia      | Disney Channel (Grecia)         | 27 novembre 2010  | Πρόσκοπος με το ζόρι                                        |
| Lega Araba  | Disney Channel (Medio Oriente)  | 27 novembre 2010  | Den Brother                                                 |